# Спілка російськомовних письменників Ізраїлю
Спілка російськомовних письменників Ізраїлю — творча спілка, що об'єднує письменників Ізраїлю, що пишуть російською мовою.

## Основні відомості
1971 року спілку заснували критик Ісраель Змора, доктор Іцхак Цетлін, поет Лев Ліор.
Спілку очолювали:
- доктор Іцхак Цетлін — у 1972—1977 роках;
- Іцхак Мерас — у 1977—1981 роках;
- Єфрем Баух — у 1981—1982 роках;
- Давид Маркіш — у 1982—1985 роках;
- Єфрем Баух — від 1985 року.

Спілка російськомовних письменників Ізраїлю входит до складу Федерації спілок письменників Ізраїлю. Очолює Федерацію від 1994 року Єфрем Баух.